# Amédée Lynen
Pour les articles homonymes, voir Lynen.
Amédée Lynen est un peintre belge né à Saint-Josse-ten-Noode en 1852 et y décédé en 1938.

## Biographie
Il se forma à l'Académie royale des beaux-arts de Bruxelles où il fut l’élève de Paul Lauters et de Joseph Stallaert. 
Il est principalement un dessinateur, un illustrateur et un aquarelliste. Il a également pratiqué la gravure et l'affiche.
Son style est plein de pittoresque.
Il est un des membres fondateurs du cercle « l'Essor » et du groupe « Pour l'Art ».
Avec Léon Dardenne, il ouvre en 1892 à Bruxelles au 12 rue aux Choux un cabaret appelé Le Diable au corps, où ils mettent en scène des spectacles d'ombres chinoises et des chansonniers. En 1893, le duo lance un périodique illustré au nom du cabaret. On y croise James Ensor, Paul-Henri Spaak, Pitje Schramouille, George Garnir, Charles Plisnier, ainsi que de nombreux étudiants de l'université libre.
Son neveu est le peintre André Lynen (1888-1984).

## Honneur
La commune de Saint-Josse-ten-Noode a donné son nom à la rue Amédée Lynen.

## Distinctions
- Commandeur de l'ordre de Léopold II[3].

- Officier de l'ordre de Léopold.

## Collections publiques
- Arlon, musée Gaspar, collection de l'Institut archéologique du Luxembourg, dessin et litho[4].

## Œuvres
- Marmiteux et Claquedents (1903).
- Yperdamme
- Cortège sur la Place des Corporations
- Kermesse
- Antichambre
- Une Société bruxelloise
- Jardin de faubourg
- Kermesse de "La Lampe"
- Pauvre Terre!
- Jour du Marché à Yperdamme
- Quartier de la Friperie
- Compagnie des Pertuisaniers
- Pêcheurs sur l'Escaut
- Morte Saison
- Il a également illustré la Légende d'Uylenspiegel de Charles De Coster, de même que les « Légendes flamandes. »